# Yanji, Xiao
Yanji (kinesiska: 阎集) är en köping i östra Kina. Den ligger i Xiao härad i staden Suzhou i provinsen Anhui, omkring 280 kilometer norr om provinshuvudstaden Hefei.